# Jahangir und Schah Abbas
Jahangir und Schah Abbas ist ein eines der bedeutendsten Werke der Mogulmalerei und damit der indischen Kunst. Es wurde 1618 von Abu al-Hasan mit Wasserfarben und unter Verwendung von Gold und Silber auf Papier gemalt. 1747 fügte Muhammad Sadiq eine prächtige Bordüre  hinzu. Heute befindet sich das Gemälde in der Freer Gallery of Art, einem Teil des Smithsonian Museum in Washington.

## Motiv
Das fein gearbeitete, farbenprächtige und detailreiche Gemälde zeigt den indischen Großmogul Jahangir und den persischen Schah Abbas I. prächtig gekleidet auf der Weltkugel stehend und einander umarmen. Den Hintergrund bildet eine riesige goldene Sonnenscheibe, die im unteren Bereich von einer silbernen Mondsichel bedeckt wird; seitlich befinden sich zwei kleine Cherubköpfe. Die Herrscher stehen mit beiden Füßen auf den Rücken von Löwe und Lamm, die ruhig nebeneinander auf einer Weltkugel liegen. In der Mitte der Sonne befindet sich eine mikroskopisch kleine Schrift, die nur mit der Lupe lesbar ist.

## Hintergrund
Das Gemälde ist eine Allegorie und beruht auf einer Traumvision Jahangirs: Der Mogul hatte sich darin gesehen, wie er seinen persischen Herrscherkollegen Schah Abbas umarmt und damit ein Zeitalter des Friedens einläutet. Dieses wird im Bild durch die Vereinigung von Sonne und Mond, vor allem aber durch das harmonische Zusammensein von Löwe und Lamm symbolisiert, ein altes eschatologisches Symbol, das auch im Koran (Sure 81,5) auftaucht. Tatsächlich sind sich die beiden Potentaten niemals persönlich begegnet und waren politisch eher Gegenspieler. Das indische Mogul- und das Safawidenreich stritten zu dieser Zeit vehement um den Besitz der damals bedeutenden afghanischen Stadt Kandahar. So ließ sich Auftraggeber Jahangir als Zeichen der Überlegenheit auch deutlich größer und prächtiger gekleidet darstellen als den Schah. Auch die zu Füßen der Herrscher dargestellten Tiere lassen keinen Zweifel, wer der mächtigere ist und wer auf das Wohlwollen des anderen angewiesen ist: Jahangirs Löwe scheint das Lamm des Abbas regelrecht nach Westen Richtung Meer abzudrängen.

## Stil
Das Gemälde beeindruckt durch eine ausgesprochen feine und detaillierte Zeichnung mit komplexen Mustern und Texturen. Zur kostbaren Anmutung trägt die sanfte, aber prächtige Farbpalette aus Pastellrot-, Gelb-, Blau- und Grüntönen, vor allem aber auch die Verwendung von Gold und Silber bei. Hervorgehoben wurde die vielschichtige Struktur, in der die einzelnen Elemente des Bildes zusammenwirken und damit eine „Kohärenz des Ganzen“ erzielen. Bemerkenswert ist insbesondere, wie trotz des dynamischen Spiels der verschiedenen vertikalen und geschwungenen Linien eine erhabene Atmosphäre der Harmonie, der Unschuld und der Versöhnung zweier mächtiger Herrscher entsteht.